# Furcraea hexapetala
Furcraea hexapetala är en sparrisväxtart som först beskrevs av Nikolaus Joseph von Jacquin, och fick sitt nu gällande namn av Ignatz Urban. Furcraea hexapetala ingår i släktet Furcraea och familjen sparrisväxter. Inga underarter finns listade i Catalogue of Life.